# Porez na dobit
Porez na dobit, takođe zvan porezom na dobit pravnih lica ili porezom na preduzeća, direktni je porez koji nameće jurisdikcija na dohodak ili kapital korporacija ili analognih pravnih lica. Mnoge države nameću takve poreze na nacionalnom nivou, a sličan porez može se nametnuti na državnom ili lokalnom nivou. Ovaj porez se takođe može nazvati porezom na dohodak ili porezom na kapital. Partnerstva se uglavnom ne oporezuju na entitetskom nivou. Porez na dobit u zemlji može se primeniti na:
- korporacije osnovane u zemlji,
- korporacije koje posluju u zemlji od prihoda iz te zemlje,
- strane korporacije koje imaju stalnu poslovnu jedinicu u zemlji, ili
- korporacije za koje se smatra da su rezidenti u poreske svrhe u zemlji.

Prihod preduzeća koji podleže oporezivanju često se određuje slično kao i oporezivi prihod pojedinačnih poreskih obveznika. Generalno, porez se nameće na neto dobit. U nekim jurisdikcijama, pravila oporezivanja preduzeća mogu se značajno razlikovati od pravila oporezivanja pojedinaca. Određeni korporativni akti, poput reorganizacija, u nekim slučajevima ne bivaju oporezovani. Neke vrste pravnih lica mogu biti oslobođene poreza.
Zemlje mogu oporezivati korporacije na neto dobit, a takođe mogu oporezivati akcionare kada korporacija isplati dividendu. Tamo gde se dividende oporezuju, od korporacije se može zahtevati zadržavanje poreza pre nego što se dividenda raspodeli.
Poreska stopa je neizvesna.

## Ekonomija
Ekonomisti se ne slažu oko toga koliki teret poreza na dobit pada na vlasnike, radnike, potrošače i zemljoposednike, i kako korporativni porez utiče na ekonomski rast i ekonomsku nejednakost. Veći teret verovatno pada na kapital u velikim otvorenim ekonomijama poput SAD-a. Neke studije stavljaju viće opterećuju rad. Prema jednoj studiji: „Regresijska analiza pokazuje da povećanje granične stope državnog poreza na dobit za jedan procentni poen smanjuje zarade za 0,14 do 0,36 procenata.” Bilo je i drugih studija. Prema Institutu Adam Smit, tri najbolje recenzije u osnovi zaključuju da većina poreza pada na kapital, a ne na rad.

## Stope
| Zemlja       | Porez/GDP | Zemlja     | Porez/GDP |
| ------------ | --------- | ---------- | --------- |
| Norveška     | 12,5      | Švajcarska | 3,3       |
| Australija   | 5,9       | Holandija  | 3,2       |
| Luksemburg   | 5,1       | Slovačka   | 3,1       |
| Novi Zeland  | 4,4       | Švedska    | 3,0       |
| Češka        | 4,2       | Francuska  | 2,9       |
| Južna Koreja | 4,2       | Irska      | 2,8       |
| Japan        | 3,9       | Španija    | 2,8       |
| Italija      | 3,7       | Poljska    | 2,7       |
| Portugalija  | 3,6       | Mađarska   | 2,6       |
| UK           | 3,6       | Austrija   | 2,5       |
| Finska       | 3,5       | Grčka      | 2,5       |
| Izrael       | 3,5       | Slovenija  | 2,5       |
| OECD pros,   | 3,5       | Nemačka    | 1,9       |
| Danska       | 3,4       | Island     | 1,9       |
| Belgija      | 3,3       | Turska     | 1,8       |
| Kanada       | 3,3       | US         | 1,8       |

Stope poreza na dobit uglavnom su iste za različite vrste prihoda, ali SAD su uvele svoj sistem poreskih stopa gde korporacije sa nižim nivoom dohotka plaćaju nižu stopu poreza, sa stopama koje variraju od 15% na prvih 50.000 USD prihoda do 35% na prihode preko 10.000.000 USD, sa postupnim ukidanjem.
Kanadski sistem nameće porez po različitim stopama za različite vrste korporacija, omogućavajući niže stope za neke manje korporacije.
Poreske stope se razlikuju u zavisnosti od jurisdikcije, a neke zemlje imaju jurisdikcije na nivou ispod države poput provincija, kantona, prefektura, gradova ili drugih koje takođe nameću porez na dobit kao što su Kanada, Nemačka, Japan, Švajcarska i Sjedinjene Države. Neke jurisdikcije nameću porez po drugoj stopi na alternativnu poresku osnovicu.
Primeri stopa poreza na dobit za nekoliko zemalja engleskog govornog područja uključuju:
- Australija: 28,5%, međutim neki specijalizovani subjekti bivaju oporezovani po nižim stopama.[18]
- Kanada: Savezni 11%, ili Savezni 15% plus provincijalni 1% do 16%. Napomena: stope su aditivne.[19]
- Hongkong: 16,5%[20]
- Irska: 12,5% na prihod od trgovine (biznis) i 25% na vantrgovinski prihod.[21]
- Novi Zeland: 28%
- Singapur: 17% od 2010. godine, međutim delimična šema izuzeća može biti primenjena na nove kompanije.[22]
- Ujedinjeno Kraljevstvo: 20% do 21% za period 2014–2015.[23]
- Ujedinjeno Kraljevstvo: 20% za 2016. godinu
- Sjedinjene Države: Savezni 15% do 35%.[24] Države: 0% do 10%, što se može odbiti u izračunavanju saveznog oporezivog dohotka. Neki gradovi: do 9%, što se može odbiti u izračunavanju saveznog oporezivog dohotka. Savezni alternativni minimalni porez od 20% nameće se redovnom oporezivom prihodu sa prilagođavanjima.

### Međunarodne stope poreza na dobit
Stope poreza na dobit razlikuju se u zavisnosti od zemlje, što dovodi do toga da neke korporacije štite zaradu unutar inostranih podružnica u zemljama sa nižim poreskim stopama.
U poređenju nacionalnih stopa poreza na dobit treba uzeti u obzir poreze na dividende koji se plaćaju akcionarima. Na primer, ukupan američki porez na dobit preduzeća od 35% manji je ili sličan porezu evropskih zemalja poput Nemačke, Irske, Švajcarske i Ujedinjenog Kraljevstva, koje imaju niže stope poreza na dobit, ali veće poreze na dividende isplaćene akcionarima.
Stope poreza na dobit širom Organizacije za ekonomsku saradnju i razvoj (OECD) prikazane su u tabeli.
| Zemlja                 | Stopa poreza na dobit preduzeća (2019) | Stopa poreza na dividendu (2019) | Integrisana stopa poreza na dobit (2019) |
| ---------------------- | -------------------------------------- | -------------------------------- | ---------------------------------------- |
| Irska                  | 12,5%                                  | 51,0%                            | 57,1%                                    |
| Južna Koreja           | 27,5%                                  | 40,3%                            | 56,7%                                    |
| Kanada                 | 26,8%                                  | 39,3%                            | 55,6%                                    |
| Francuska              | 32,0%                                  | 34,0%                            | 55,1%                                    |
| Danska                 | 22,0%                                  | 42,0%                            | 54,8%                                    |
| Belgija                | 29,6%                                  | 30,0%                            | 50,7%                                    |
| Portugalija            | 31,5%                                  | 28,0%                            | 50,7%                                    |
| Ujedinjeno Kraljevstvo | 19,0%                                  | 38,1%                            | 49,9%                                    |
| Israel                 | 23,0%                                  | 33,0%                            | 48,4%                                    |
| Nemačka                | 29,9%                                  | 26,4%                            | 48,4%                                    |
| Sjedinjene Države      | 25,9%                                  | 29,3%                            | 47,6%                                    |
| Australija             | 30,0%                                  | 24,3%                            | 47,0%                                    |
| Norveška               | 22,0%                                  | 31,7%                            | 46,7%                                    |
| Austrija               | 25,0%                                  | 27,5%                            | 45,6%                                    |
| Švedska                | 21,4%                                  | 30,0%                            | 45,0%                                    |
| Japan                  | 29,7%                                  | 20,3%                            | 44,0%                                    |
| Italija                | 24,0%                                  | 26,0%                            | 43,8%                                    |
| Holandija              | 25,0%                                  | 25,0%                            | 43,8%                                    |
| Finska                 | 20,0%                                  | 28,9%                            | 43,1%                                    |
| Španija                | 25,0%                                  | 23,0%                            | 42,3%                                    |
| Meksiko                | 30,0%                                  | 17,1%                            | 42,0%                                    |
| Luksemburg             | 24,9%                                  | 21,0%                            | 40,7%                                    |
| Slovenija              | 19,0%                                  | 25,0%                            | 39,3%                                    |
| Grčka                  | 28,0%                                  | 15,0%                            | 38,8%                                    |
| Švajcarska             | 21,1%                                  | 21,1%                            | 37,8%                                    |
| Island                 | 20,0%                                  | 22,0%                            | 37,6%                                    |
| Čile                   | 25,0%                                  | 13,3%                            | 35,0%                                    |
| Turska                 | 22,0%                                  | 17,5%                            | 35,0%                                    |
| Poljska                | 19,0%                                  | 19,0%                            | 34,4%                                    |
| Novi Zeland            | 28,0%                                  | 6,9%                             | 33,0%                                    |
| Češka                  | 19,0%                                  | 15,0%                            | 31,2%                                    |
| Litvanija              | 15,0%                                  | 15,0%                            | 27,8%                                    |
| Slovačka               | 21,0%                                  | 7,0%                             | 26,5%                                    |
| Mađarska               | 9,0%                                   | 15,0%                            | 22,7%                                    |
| Estonija               | 20,0%                                  | 0,0%                             | 20,0%                                    |
| Letonija               | 20,0%                                  | 0,0%                             | 20,0%                                    |

Stope poreza na dobit u drugim jurisdikcijama uključuju:
| Zemlja   | Stopa korporativnog poreza                               |
| -------- | -------------------------------------------------------- |
| Indija   | 22% (2019) 15% (za novoosnovana proizvodna preduzeća)    |
| Rusija   | 20% (2015)                                               |
| Singapur | 17%, uz značajne izuzetke za rezidentne kompanije (2015) |

## Literatura
- Bittker, Boris I. and Eustice, James S.: Federal Income Taxation of Corporations and Shareholders:  paperback  978-0-7913-4101-8, subscription service
- Kahn & Lehman. Corporate Income Taxation
- Healy, John C. and Schadewald, Michael S.: Multistate Corporate Tax Course 2010, CCH,  978-0-8080-2173-5 (also available as a multi-volume guide,  978-0-8080-2015-8)
- Hoffman, et al.: Corporations, Partnerships, Estates and Trusts,  978-0-324-66021-0
- Momburn, et al.:  Mastering Corporate Tax, Carolina Academic Press,  978-1-59460-368-6
- Tolley's Corporation Tax, 2007-2008  978-0-7545-3273-6
- Watterson, Juliana M.:  Corporation Tax 2009/2010, Bloomsbury Professional,  978-1-84766-327-6

## Spoljašnje veze
- CRA main website
- CRA gateway for corporations
- CRA gateway to T2 returns
- HMRC main website
- HMRC Introduction to Corporation Tax
- IRS main website
- IRS gateway for corporations
- IRS Publication 542, Corporations
- Tax services Malta Архивирано на веб-сајту  (17. октобар 2020)